# With the Aid of Phrenology
With the Aid of Phrenology er en amerikansk stumfilm fra 1913 af Edward Dillon.

## Medvirkende
- Charles Murray
- Louise Orth
- Dave Morris
- Kathleen Butler